# Mantidactylus cowanii
Mantidactylus cowanii är en groddjursart som först beskrevs av George Albert Boulenger 1882.  Mantidactylus cowanii ingår i släktet Mantidactylus och familjen Mantellidae. IUCN kategoriserar arten globalt som nära hotad. Inga underarter finns listade i Catalogue of Life.